# Operazione Bodenplatte
L'operazione Bodenplatte (in tedesco: Unternehmen Bodenplatte) fu un'operazione militare sferrata il 1º gennaio 1945 dalla Luftwaffe, la forza aerea della Germania nazista, con lo scopo di distruggere diciassette aeroporti francesi, belgi e olandesi usati dalle aviazioni Alleate a ridosso della linea del fronte.
L'obiettivo strategico dell'operazione, che si svolse in concomitanza con l'offensiva terrestre nel settore delle Ardenne da parte dell'esercito tedesco e delle forze delle Waffen-SS, era di ottenere la superiorità aerea nella zona approfittando anche della riduzione dell'intensità dell'attività aerea alleata dovuta a un periodo di maltempo. L'operazione Bodenplatte, originariamente prevista per il 16 dicembre 1944, dovette essere ripetutamente rinviata a causa delle avverse condizioni meteorologiche, fino a cadere il giorno di capodanno, il primo disponibile.
L'operazione venne pianificata in assoluta segretezza, tanto che non tutte le unità tedesche di terra e di mare ne vennero informate e la Luftwaffe soffrì pesanti perdite a causa del fuoco amico. L'intelligence britannica riuscì a rilevare grazie al sistema Ultra alcuni movimenti e concentramenti di reparti aerei tedeschi, ma non si rese conto che era imminente un'operazione su larga scala.
Pur avendo ottenuto un discreto successo tattico, l'operazione risultò nel complesso un fallimento. Un gran numero di aeromobili alleati vennero distrutti, ma le perdite anglostatunitensi vennero rimpiazzate nel giro di una settimana; inoltre, dal momento che la maggior parte degli aerei persi dagli Alleati erano stati distrutti al suolo, le vittime da parte alleata furono relativamente poche. Per contro, i tedeschi persero un numero rilevante di uomini e di mezzi che era impossibile rimpiazzare con forze fresche.
Dalle analisi eseguite dopo la conclusione della battaglia risulta che solo undici delle trentaquattro formazioni tedesche coinvolte portarono a termine con successo e in orario gli attacchi a sorpresa contro gli obiettivi alleati. L'operazione non riuscì a garantire alla Luftwaffe la superiorità aerea, neanche temporaneamente, e l'esercito tedesco continuò a essere esposto agli attacchi della Royal Air Force britannica e delle U.S. Army Air Forces statunitensi. L'operazione Bodenplatte fu l'ultima operazione su larga scala con fini strategici che la Luftwaffe organizzò prima della fine del conflitto.

## Antefatto
L'avanzata degli eserciti alleati, diretta verso la Germania attraverso l'Europa occidentale, aveva ricevuto un notevole supporto nel corso del 1944 dalle forze aeree dei paesi alleati. La Royal Air Force (RAF), con la sua Second Tactical Air Force sotto il comando del maresciallo dell'aria Arthur Coningham, dislocò sul continente quattro gruppi di volo (No. 2, No. 83, No. 84, No. 85 Group) per garantire alle truppe di terra il necessario supporto aereo ravvicinato. La RAF compì azioni di disturbo contro le forze tedesche di aria, di mare e di terra sia colpendole direttamente sia interrompendo le loro linee di approvvigionamento, mentre le unità da ricognizione tenevano informati i vertici alleati a proposito delle mosse dei tedeschi. Fintanto che gli Alleati detenevano la superiorità aerea, per i tedeschi era molto difficile operare in modo efficace; la Luftwaffe non fu in grado di tenere lo Heer, l'esercito tedesco, sotto una copertura adeguata. Essa era a corto di piloti e di carburante, ma soffriva anche per la mancanza di comandanti esperti e, a questo stadio del conflitto, era in grave inferiorità numerica.

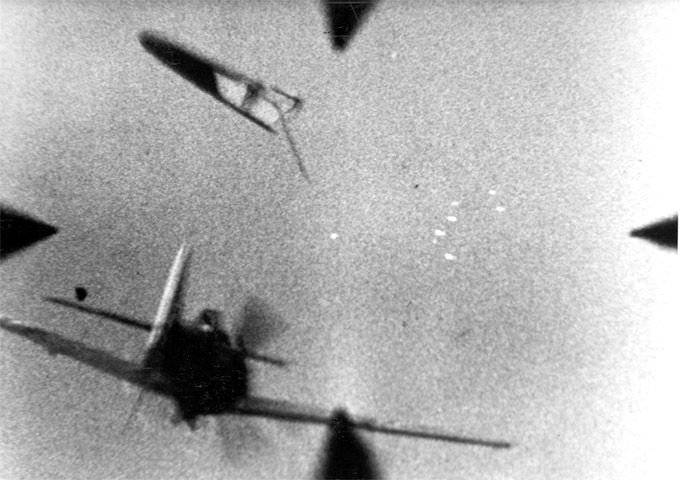
Un caccia tedesco Focke-Wulf Fw 190 abbattuto da un aereo del XXIX Tactical Air Command dell'USAAF nel 1944 o nel 1945. Le perdite della Luftwaffe furono molto alte durante gli ultimi mesi del 1944.

Gradualmente il fronte si spostò dalla Normandia verso il Reno, a est del quale si trovava il territorio della madrepatria tedesca. Alla fine del 1944 la maggior parte della Francia era stata liberata, così come erano state liberate le città belghe di Bruxelles e di Anversa. Nonostante l'operazione Market Garden fosse andata incontro al fallimento, all'inizio del 1945 gli Alleati sarebbero riusciti a conquistare la parte più meridionale dei Paesi Bassi e a superare l'estuario del fiume Schelda. Man mano che le forze terrestri avanzavano, le forze aeree tattiche degli Alleati le seguivano spostandosi su nuove basi sempre a ridosso della linea del fronte, in modo da garantire sempre il necessario supporto; l'unico fattore che limitava le operazioni aeree degli Alleati era il tempo meteorologico: il sopraggiungere dell'inverno 1944-1945 limitò la navigabilità dei cieli e trasformò molti campi di volo in paludi di fango, cosicché le azioni su larga scala delle aviazioni alleate dovettero essere sospese.
Tentando di approfittare del parziale venir meno della copertura dal cielo delle unità alleate, l'alto comando delle forze armate tedesche (Oberkommando der Wehrmacht) lanciò l'operazione Herbstnebel, la controffensiva delle Ardenne, il 16 dicembre 1944: tale azione terrestre aveva come obiettivo quello di riconquistare Anversa e di separare le forze dell'esercito britannico da quelle dell'esercito statunitense. Parte dei piani tedeschi contavano sul fatto che le cattive condizioni atmosferiche avrebbero costretto le forze aeree tattiche degli Alleati a rimanere a terra. In effetti, però, il maltempo impedì di decollare anche agli aerei della Luftwaffe. Essa era riuscita a riunire cinquecento aeroplani per dare supporto all'operazione (una quantità di velivoli notevole, considerando le difficoltà che la Luftwaffe aveva incontrato nel periodo precedente) e per lo stesso 16 dicembre era stato pianificato, sotto il nome di operazione Bodenplatte, un massiccio attacco contro le basi delle aviazioni alleate; tuttavia condizioni meteo particolarmente cattive costrinsero a rimandare l'azione aerea, mentre quella terrestre venne ugualmente intrapresa.
L'offensiva tedesca di terra ottenne inizialmente un certo successo grazie al notevole effetto sorpresa; per far fronte all'attacco le United States Army Air Forces (USAAF) cedettero alla RAF (nella persona di Arthur Coningham) il comando del loro XXIX Tactical Air Command e di parte della loro Ninth Air Force, originariamente sotto il comando del maggiore generale Hoyt Vandenberg. Il 23 dicembre la Second Tactical Air Force della RAF fornì supporto agli statunitensi, consentendo loro di evitare che i tedeschi si impossessassero di Malmedy e Bastogne. Con ciò, ai tedeschi rimaneva solo uno stretto passaggio presso Saint Vith per far transitare i materiali di supporto logistico necessari a portare avanti l'operazione; l'attacco vacillava.
La Luftwaffe nel frattempo aveva compiuto diverse centinaia di sortite al di sopra del fronte, ma i suoi scontri con la RAF e l'USAAF nel corso di dicembre avevano causato ai tedeschi gravi perdite in termini di uomini e di mezzi. In otto giorni di operazioni, tra il 17 e il 27 dicembre 1944, essi ebbero 644 caccia distrutti e 227 danneggiati, con 322 piloti uccisi, 23 fatti prigionieri e 133 feriti. Nei tre giorni tra il 23 e il 25 dicembre 363 caccia vennero distrutti. Nessuno dei comandanti di stormo tedeschi (Geschwaderkommodore) si aspettava che alla fine del mese sarebbe stata messa in piedi un'operazione aerea su larga scala.

## Pianificazione
Già nel settembre 1944 Adolf Hitler aveva cominciato a pensare a un'offensiva sul fronte occidentale finalizzata a volgere la situazione a favore della Germania in quel settore. Il 16 settembre Hitler aveva incaricato il tenente generale (Generalleutnant) Werner Kreipe – capo di stato maggiore della Luftwaffe – di preparare le risorse necessarie in termini di mezzi aerei. Il 21 ottobre, Kreipe ordinò alla Luftflotte Reich, la flotta aerea (Luftflotte) demandata alla difesa aerea del Reich, di consegnare sette dei suoi gruppi di volo al comando aereo occidentale (Luftwaffenkommando West) in previsione di una futura offensiva su grande scala.
Il 14 novembre Hermann Göring – comandante in capo della Luftwaffe – ordinò alla 2ª e alla 3ª divisione da caccia (2. e 3. Jagddivision) di prepararsi a un massiccio attacco contro obiettivi al suolo nelle Ardenne. La preparazione dell'operazione doveva essere completata entro il 27 novembre, e l'attacco avrebbe dovuto avere luogo nel corso della prima giornata dell'offensiva terrestre da parte delle forze tedesche.
Il tenente generale Dietrich Peltz, essendo stato assegnato al ruolo di comandante in capo del 2º Corpo caccia (II. Jagdkorps) l'8 dicembre, venne incaricato di pianificare i dettagli dell'operazione. Il comando aereo occidentale della Luftwaffe aveva ordinato a tutte le unità, eccetto il 300º e il 301º Stormo da caccia (Jagdgeschwader 300 e 301) di partecipare alla riunione per la preparazione dei piani operativi che si tenne a Flammersfeld il 5 dicembre. Il 14 dicembre Peltz avviò ufficialmente la pianificazione per un grande attacco contro le forze alleate nell'Europa nordoccidentale. Peltz non era un pilota da caccia, bensì di aerei da bombardamento in picchiata del tipo Junkers Ju 87 Stuka; la sua esperienza nelle operazioni tattiche di attacco al suolo nella campagna di Polonia, nella battaglia di Francia e durante le prime fasi dei combattimenti sul fronte orientale ne avevano fatto un esperto di primo piano in quel campo, il che l'aveva reso il candidato ideale per progettare l'operazione Bodenplatte.
Il 15 dicembre, il piano venne perfezionato negli ultimi dettagli con l'aiuto dei comandanti degli stormi da caccia della Luftwaffe, tra cui Walter Grabmann e Karl Hentschel (comandanti della 3ª e della 5ª divisione caccia, 3. e 5. Jagddivision) e Gotthard Handrick (comandante del settore caccia del Reno centrale, Jagdabschnittsführer Mittelrhein). L'operazione, per come era stata concepita in origine, avrebbe dovuto supportare l'offensiva dell'esercito tedesco nelle Ardenne, la quale cominciò il 16 dicembre 1944. Tuttavia, lo stesso maltempo che impediva alla RAF e all'USAAF di fornire supporto alle forze di terra alleate impedì anche alla Luftwaffe di portare a termine l'attacco previsto. Esso non poté essere sferrato fino al 1º gennaio del 1945; per questa data però l'esercito tedesco aveva ormai perso lo slancio dei momenti iniziali dell'offensiva a causa della resistenza degli Alleati e del graduale miglioramento del tempo meteorologico, con il crescente coinvolgimento delle forze aeree angloamericane nella battaglia: i tedeschi allora cercarono di dare nuovo impeto all'attacco lanciando l'operazione Nordwind, che la Luftwaffe supportò con l'operazione Bodenplatte.
L'operazione prevedeva attacchi a sorpresa contro sedici basi aeree alleate tra il Belgio, i Paesi Bassi e la Francia. L'obiettivo era quello di distruggere o mettere fuori uso il maggior numero possibile di aerei, hangar e campi di volo alleati. Vennero mobilitati tutti gli stormi di caccia (Jagdgeschwader) e di cacciabombardieri occupati nella difesa del fronte occidentale; ulteriori unità da caccia notturna e da bombardamento medio (Kampfgeschwader) contribuirono nel ruolo di trovare e marcare i bersagli a beneficio dei reparti destinati all'attacco vero e proprio, i quali erano formati per la maggior parte da caccia monomotori Messerschmitt Bf 109 e Focke-Wulf Fw 190.
I pianificatori dell'operazione avevano previsto di far percorrere a molte delle unità coinvolte nell'attacco alcune rotte che le avrebbero costrette a sorvolare aree tra le più pesantemente difese del continente, tra cui i siti di lancio dei missili V2 intorno all'Aia. Essi erano protetti da un gran numero di batterie contraeree tedesche. Alcune delle unità della contraerea, la cosiddetta FlaK, non erano state avvertite dell'imminente operazione e anche quelle che erano state informate non vennero tenute aggiornate sugli sviluppi degli eventi: di conseguenza, molti caccia tedeschi vennero abbattuti dal fuoco amico prima ancora che gli attacchi avessero inizio. Negli ultimi giorni del 1944 il Luftwaffenkommando West disponeva di 267 batterie contraeree pesanti e di altre 277 tra medie e leggere; ad esse si aggiungevano 100 batterie della marina (Kriegsmarine) dislocate sulla costa danese. Esse si trovavano per la maggior parte sotto il comando della 16ª Divisione contraerea basata a Doetinchem, circa 25 chilometri a est di Arnhem.
Dopo cinque anni di guerra di logoramento, la Luftwaffe si trovava costretta a reclutare piloti assai giovani e a gettarli in combattimento con un addestramento molto scarso e quasi nessuna esperienza. C'era grave carenza di istruttori di volo esperti, e molte unità di addestramento erano costrette a compiere missioni di combattimento in prima linea per supportare lo sforzo degli stormi da caccia. I caccia alleati a lungo raggio d'azione peggioravano la situazione dei tedeschi attaccando gli aerei da addestramento in volo: per la fine del 1944 non c'era ormai più nessuna area in cui i piloti della Luftwaffe potessero essere addestrati senza pericolo di questo genere di attacchi. Durante gli attacchi dell'operazione Bodenplatte, gli Alleati rilevarono la scarsa capacità dei piloti tedeschi di mirare con precisione nel fuoco contro obiettivi al suolo; la contraerea alleata colpì inoltre molti aerei che volavano troppo lentamente e a quota troppo alta, a causa dell'inesperienza dei loro piloti. Infine, ad aggravare le difficoltà dei tedeschi, le scorte di carburante erano ridotte al minimo.
Diversi fattori contribuirono a creare confusione tra i tedeschi durante l'operazione. Il piano prevedeva che le unità coinvolte mantenessero il più rigoroso silenzio radio per conservare l'effetto sorpresa; le mappe a disposizione dei piloti erano in parte incomplete, identificavano solo le installazioni nemiche e non indicavano le rotte da seguire per paura che, finendo in mano alleata, potessero rivelare al nemico i piani dell'operazione e la posizione delle basi tedesche; a molti comandanti venne negato il permesso di spiegare in cosa consisteva la missione e di dare ai loro uomini ordini precisi se non pochi minuti prima del decollo. Ancora dopo l'inizio delle operazioni di volo molti piloti tedeschi non avevano capito di cosa si trattava e che cosa esattamente dovevano fare; alcuni erano convinti di essere imbarcati in un'operazione di ricognizione in forze.

### Obiettivi e ordine di battaglia
Di seguito è riportata una tabella con la lista degli obiettivi colpiti dai tedeschi durante l'operazione Bodenplatte; non è chiaro se tutti vennero colpiti deliberatamente, ed esistono prove che suggeriscono che Grimbergen, Knocke e Ophoven vennero attaccati per errore, così come Heesch. La Luftwaffe mise in campo in totale 1 035 aeroplani appartenenti a diversi stormi da caccia, da bombardamento, da caccia notturna e da attacco al suolo; una fonte coeva e una più recente tuttavia indicano in circa ottocento gli aeroplani tedeschi utilizzati nell'operazione. Il 38,5% di questi velivoli erano Messerschmitt Bf 109, il 38,5% Fw 190A e il 23% Fw 190D. All'operazione presero parte anche alcuni caccia a reazione Messerschmitt Me 262A-2a.
| Obiettivo                | Codice alleato dell'obiettivo | Forza aerea alleata | Principali tipi di aerei alleati sull'obiettivo                   | Unità tedesca |
| ------------------------ | ----------------------------- | ------------------- | ----------------------------------------------------------------- | ------------- |
| Deurne                   | B.70                          | RAF                 | Hawker Typhoon, Supermarine Spitfire, North American P-51 Mustang | JG 77         |
| Asch                     | Y-29                          | USAAF               | Republic P-47 Thunderbolt, P-51 Mustang                           | JG 11         |
| Bruxelles-Evere          | B.56                          | USAAF, RAF          | Supermarine Spitfire                                              | JG 26, JG 54  |
| Bruxelles-Grimbergen     | B.60                          | USAAF               | Boeing B-17 Flying Fortress, P-51 Mustang                         | JG 26, JG 54  |
| Bruxelles-Melsbroek      | B.58                          | RAF                 | North American B-25 Mitchell                                      | JG 27, JG 54  |
| Eindhoven                | B.78                          | RAF, RCAF           | Hawker Typhoon, Supermarine Spitfire                              | JG 3          |
| Gand-Sint-Denijs-Westrem | B.61                          | RAF/ Polish Wing    | Supermarine Spitfire                                              | JG 1          |
| Gilze en Rijen           | B.77                          | RAF                 | Supermarine Spitfire, P-51 Mustang                                | KG 51, JG 3   |
| Heesch                   | B.88                          | RCAF                | Supermarine Spitfire                                              | JG 6          |
| Le Culot                 | A-89                          | USAAF               | F-5 Lightning                                                     | JG 4          |
| Maldegem                 | B.65                          | RNZAF, RAF          | Supermarine Spitfire                                              | JG 1          |
| Metz-Frescaty            | A-90                          | USAAF, RAF          | P-47 Thunderbolt                                                  | JG 53         |
| Ophoven                  | Y-32                          | RAF                 | Supermarine Spitfire                                              | JG 4          |
| Sint-Truiden             | A-92                          | USAAF               | P-47 Thunderbolt                                                  | SG 4, JG 2    |
| Volkel                   | B.80                          | RAF                 | Hawker Typhoon, Hawker Tempest                                    | JG 6          |
| Woensdrecht              | B.79                          | RAF                 | Supermarine Spitfire                                              | JG 77         |
| Ursel                    | B.67                          | USAAF, RAF          | de Havilland Mosquito, Avro Lancaster, pochi B-17                 | JG 1          |

### Nomi in codice
Cinque codici vennero usati dai tedeschi per identificare le varie fasi dell'attacco:
- Varus indicava che l'azione era in procinto di essere avviata: le operazioni sarebbero iniziate nel giro di 24 ore dalla comunicazione dell'ordine Varus.
- Teutonicus indicava il permesso concesso ai comandanti di unità di informare gli uomini sugli obiettivi della missione, di dar loro le necessarie istruzioni e di preparare gli aeroplani, riforniti e armati, per il decollo.
- Hermann indicava la data e l'ora esatta dell'inizio dell'attacco.
- Dorothea indicava un eventuale ritardo dell'inizio dell'attacco.
- Spätlese indicava un'eventuale cancellazione dell'attacco dopo il decollo delle formazioni.

Dopo la fine dei raid collegati con l'operazione Bodenplatte, gli Alleati trovarono all'interno dei relitti dei velivoli tedeschi precipitati diversi diari di bordo; all'interno di alcuni di questi venne trovata la dicitura «Auftrag Hermann 1.1. 1945, Zeit: 9.20 Uhr», che venne tradotta come «l'operazione Hermann ha inizio il 1º gennaio 1945 alle 9:20»; questo portò gli Alleati a credere per qualche tempo che l'operazione nel suo complesso si chiamasse Hermann, dal nome del maresciallo del Reich (Reichsmarschall) Hermann Göring.

### Intelligence alleata
I servizi di intelligence alleati non furono in grado di scoprire in anticipo le intenzioni dei tedeschi. Solo poche indicazioni su quello che accadeva dall'altra parte del fronte pervenne agli angloamericani tramite le trascrizioni Ultra. Il 4 dicembre 1944, il comando del 2º Corpo caccia tedesco aveva ordinato di accumulare riserve di materiale d'aiuto alla navigazione, come flare e bombe fumogene, ma questa comunicazione non venne annotata dall'intelligence alleata. Un'altra comunicazione, che istruiva i gruppi di bombardieri Junkers Ju 88 sull'uso dei flare, venne intercettata e si giudicò correttamente che l'ordine faceva riferimento a un previsto attacco al suolo e non a un'operazione di intercettazione aerea; tuttavia non vennero identificati i possibili obiettivi di tale operazione.
Il 20 dicembre venne intercettato un messaggio della 3ª Divisione caccia tedesca che confermava che la posizione dei siti per atterraggi d'emergenza approntati per l'imminente «operazione speciale» era rimasta invariata. Nonostante questo fosse un chiaro segnale che qualcosa stava per succedere, l'intelligence alleata non fece commenti in proposito. Ignorò anche altri messaggi che indicavano che i tedeschi stavano eseguendo esercitazioni relative ad attacchi a bassa quota. Per il 16 dicembre l'intelligence alleata era stata testimone della riorganizzazione dei reparti dello Heer e della Luftwaffe nella zona antistante il fronte presidiato dagli statunitensi nelle Ardenne, ma anche in questo caso non vennero formulati sospetti riguardo ad alcuna operazione tedesca di proporzioni significative.

## La battaglia

### Maldegrem, Ursel e St. Denis Westrem
| Unità tedesche            | I, II, III./JG 1 |
| Aerei                     | 71               |
| Aerei perduti             | 29               |
| Aerei danneggiati         | N.D.             |
| Piloti uccisi o catturati | 25               |

Il 1º Stormo caccia (Jagdgeschwader 1 o JG 1) era stato incaricato dell'attacco sugli aeroporti di Ursel e Maldegem. 
Esso, comandato dal tenente colonnello (Oberstleutnant) Herbert Ihlefeld, era composto da formazioni miste: la sezione di comando (Stab) e i gruppi di volo 1 e 2 (I. e II./JG 1) erano dotati di Fw 190, mentre il gruppo 3 (III./JG 1) volava su Bf 109.
Gli attacchi cominciarono alle 08:30. Sia il I. che il II./JG 1 vennero ingaggiati in aspri combattimenti ravvicinati con i caccia alleati. Il III./JG 1 perse un primo aereo, abbattuto dal fuoco amico della contraerea. Il I./JG 1 avrebbe perso quattro dei suoi aerei (tre piloti morti e un sopravvissuto) a causa del fuoco amico. Pur avendo un ulteriore Fw 190 abbattuto dall'artiglieria tedesca, il I./JG 1 riuscì ad aprirsi la strada verso Ursel; nel frattempo il III./JG 1 perse almeno altri due Fw 190 a causa del fuoco amico. Le perdite tedesche avrebbero potuto essere ancora più pesanti, se le batterie antiaeree britanniche schierate a difesa del campo di volo di Maldegem non fossero state rimosse a dicembre.
La Stab e il I./JG 1 persero tredici Fw 190 e nove piloti, di cui cinque rimasero uccisi e quattro vennero catturati. Le perdite in termini di personale e di materiali erano dunque state rispettivamente del 39% e de 56%. Il III./JG 1 perse solo tre Bf 109 con un pilota ucciso e due catturati. Il I./JG 1 dichiarò la distruzione di trenta Spitfire britannici al suolo e l'abbattimento di altri due in combattimento aereo nei pressi di Maldegem; in effetti i britannici persero solo sedici aerei a Maldegem (di cui quindici Spitfire del 135º Stormo, No. 133 Polish Wing) e altri sei a Ursel (tra cui un B-17, un Lancaster e un Mosquito). Il I. e il III./JG 1 persero in totale sedici aerei e dodici piloti.
Il II./JG 1 attaccò il campo di volo di St. Denis Westrem. Dei trentasei Fw 190 che erano decollati, ne vennero abbattuti diciassette: una perdita del 47%. Tra i caduti ci furono diversi degli ormai pochi piloti esperti della Luftwaffe. Per contro, i tedeschi abbatterono due Spitfire, ne danneggiarono sette tanto da costringerli ad atterraggi di emergenza e ne distrussero altri diciotto al suolo.
In totale il JG 1 perse ventinove aerei e venticinque piloti contro circa sessanta velivoli nemici (di cui cinquantaquattro colpiti al suolo). Questo non poteva essere considerato un successo completo dal punto di vista dei tedeschi, anche se i danni causati alle basi di Maldegem e St. Denis erano stati notevoli. I piloti degli Spitfire britannici confermarono l'abbattimento di solo nove dei caccia persi dal JG 1, anche se è possibile che altri tre siano stati distrutti in combattimento contro aerei alleati. Solo due Spitfire vennero abbattuti, e altri due danneggiati, in combattimento aereo, ma gli Spitfire distrutti in totale furono forse fino a trentadue. Solo due piloti della RAF, uno della 308ª e uno della 317ª Squadriglia (No. 308 e No. 317 Squadron) vennero uccisi.

### Sint-Truiden
| Unità tedesche            | I, II, III./JG 77 and SG 4 |
| Aerei                     | 144                        |
| Aerei perduti             | 46                         |
| Aerei danneggiati         | 12                         |
| Piloti uccisi o catturati | 23                         |

Il Jagdgeschwader 2 (JG 2) e lo Schlachtgeschwader 4 (SG 4) avevano il compito di attaccare la base aerea di Sint-Truiden, ex sede di alcune unità da caccia notturna tedesche.
Il JG 2 era comandato da Kurt Bühligen (non è chiaro se egli prese parte ai combattimenti in prima persona o meno). Il gruppo I./JG 2 aveva trentacinque Fw 190 in condizioni di volo su un totale di quarantasei; ventinove di essi erano Fw 190D; tuttavia erano disponibili solo trentatré piloti, e quindi solo trentatré aerei poterono decollare per prendere parte all'operazione. Il II./JG 2 poteva disporre di venti dei suoi Bf 109. Il III./JG 2 aveva quaranta Fw 190 disponibili, ma anche per questa unità la mancanza di piloti costituì un fattore limitante: solo ventotto dei quarantatré piloti del Gruppe erano in grado di prendere il volo, e così solo ventotto aerei presero parte all'attacco. La Stab aveva tre Fw 190 operativi. In totale, ottantaquattro aerei erano pronti il 31 dicembre.
Lo SG 4 era comandato da Alfred Druschel, uno dei più esperti piloti specializzati nell'attacco al suolo che aveva passato gli ultimi quattordici mesi nel comando del General der Schlachtflieger Hubertus Hitschhold. Sulla carta era forte di centocinquantadue macchine, ma solo sessanta di esse erano in condizioni operative; centoventinove piloti erano disponibili. Il I./SG 4 aveva a disposizione ventuno Fw 190 e ventisette piloti; il II./SG 4 aveva a disposizione ventisette Fw 190 e un numero sconosciuto di piloti; il III./SG 4 aveva a disposizione sedici Fw 190 e un numero sconosciuto di piloti; la Stab aveva tre Fw 190 e due piloti.
Alle 09:12 del 1º gennaio, il JG 2 sorvolò la linea del fronte presso Malmedy e venne salutato da un intensissimo fuoco antiaereo dalle batterie alleate. L'intera area, già obiettivo di pesanti attacchi tedeschi e bersagliata dai missili V1 e V2, era difesa da una solida barriera di artiglieria antiaerea. Il I./JG 2 perse almeno sette caccia a causa della contraerea, e circa altrettanti Bf 109 vennero persi – sempre a causa del fuoco di terra – dal II./JG 2; il III./JG 2 ebbe dieci caccia abbattuti. L'azione del JG 2 ebbe esiti disastrosi: il I./JG 2 perse diciotto Fw 190 e ne ebbe altri sei danneggiati; nove piloti vennero uccisi e sei fatti prigionieri. Il II./JG 2 ebbe cinque Bf 109 distrutti e tre danneggiati, tre piloti dispersi, uno morto e uno ferito. Degli FW 190 del III./JG 2, diciannove vennero distrutti e tre danneggiati; morirono nove piloti, due furono feriti e altri quattro catturati. Un'altra fonte riporta perdite complessive, per il JG 2, ammontanti a ventiquattro piloti tra morti e dispersi, dieci catturati e quattro feriti. Una terza fonte sostiene che i piloti persi dal JG 2, tra morti e dispersi, furono 23. La prima perdita dello stormo fu un giovane pilota morto pochi minuti dopo il decollo, quando il motore del suo Fw 190D prese fuoco facendo schiantare l'aereo al suolo. Tra i piloti catturati figura anche quello del comandante di gruppo (Gruppenkommandeur) del II./JG 2 Georg Schröder, abbattuto dalla contraerea durante le fasi di avvicinamento ai bersagli. Le perdite statunitensi per contro furono meno di una dozzina di P-47 distrutti. Lo stormo attaccò gli aeroporti di Asch e Ophoven per errore.
Anche per lo SG 4 la missione fu un insuccesso. Durante la fase di assembramento delle formazioni lo stormo tagliò la strada al Jagdgeschwader 11 (JG 11) creando notevole confusione; alcuni piloti dello SG 4 si accodarono al JG 11 per errore, e i gruppi I./SG 4 e II./SG 4, incapaci di ritrovare la loro formazione, dovettero rientrare alla base. Il Geschwaderkommodore Druschel proseguì con cinque altri piloti del III./SG 4 e attraversò la linea del fronte nei pressi di Hürtgenwald intorno alle 09:10. Subito la contraerea statunitense aprì il fuoco, rivendicando l'abbattimento di sette aerei tedeschi nella mezz'ora che seguì. Solo sei dei cinquanta Fw 190 dello SG 4 portarono a termine il loro attacco colpendo campi di volo vicini ad Aquisgrana e l'aeroporto di Asch. Quattro di questi sei non fecero ritorno; lo stesso Druschel venne dato per disperso e il relitto del suo aereo non è mai stato ritrovato.

### Volkel e Heesch
| Unità tedesche            | I, II, III./JG 6 |
| Aerei                     | 78               |
| Aerei perduti             | 27               |
| Aerei danneggiati         | 5                |
| Piloti uccisi o catturati | 23               |

L'obiettivo del Jagdgeschwader 6 (JG 6) era Volkel. Il piano prevedeva che il I./JG 6 e il III./JG 6 portassero avanti l'attacco al suolo (quest'ultimo reparto dovendosi concentrare in particolare sulle installazioni petrolifere presso la base aerea) mentre il II./JG 6 avrebbe dovuto fornire copertura aerea all'azione degli altri gruppi. Il I./JG 6 riuscì a mettere in campo ventinove dei suoi trentaquattro Fw 190, e il II./JG 6 ne approntò altri venticinque; complessivamente, settantotto dei novantanove aerei del JG 6 furono effettivamente disponibili per l'operazione.
Avvicinandosi all'obbiettivo alcuni piloti del JG 6 avvistarono il campo di volo di Heesch, e una parte di essi lo scambiò per la base aerea di Volkel. È probabile che i tedeschi non fossero a conoscenza dell'esistenza della pista di Heesch, che gli Alleati avevano costruito solo un paio di mesi prima, nell'ottobre 1944. La mattina del 1º dicembre il 126º Stormo (No. 126 Wing) della Royal Canadian Air Force, che aveva base a Heesch, aveva inviato due sue squadriglie (la 411ª e la 442ª, No. 411 e No. 442 Squadron) in ricognizione e in base ai loro rapporti sulle attività tedesche aveva fatto alzare in volo la maggior parte delle sue unità. Il No. 401 Squadron si alzò in volo subito dopo il momento in cui la formazione tedesca venne avvistata, alle 09:15. Alcuni dei piloti tedeschi ricevettero l'autorizzazione a impegnare in combattimento i caccia alleati, mentre la maggior parte della formazione proseguì verso Volkel. La Stab e il II./JG 6 sorvolarono un'altra pista a Helmond; alcuni dei piloti della Luftwaffe pensarono di essere arrivati a Volkel e attaccarono l'aeroporto, perdendo diversi dei loro uomini e aerei a causa del fuoco della contraerea. Il II./JG 6 soffrì gravi perdite a causa degli Spitfire e dei Tempest basati a Helmond; i danni causati alle basi, sia a Heesch che a Helmond, furono assai limitati.
Infine, nessuno dei gruppi di volo che componevano il JG 6 riuscirono a trovare Volkel e a portare a termine l'attacco contro i Tempest che avevano lì la loro base; tuttavia, il I./JG 6 (anche se per errore) attaccò Eindhoven e riuscì a distruggere trentatré caccia e sei bombardieri medi, ottenendo in ciò un discreto successo. Nei duelli sopra Helmond i tedeschi rivendicarono l'abbattimento di sei velivoli alleati; in realtà vennero distrutti due Spitfire e un Typhoon, e un altro Spitfire venne danneggiato. Il I./JG 6 perse sette dei suoi ventinove Fw 190, a cui se ne aggiunsero altri due che vennero danneggiati; dei venticinque Fw 190 del II./JG 6 otto furono distrutti e altri due danneggiati; dei venti Bf 109 del III./JG 6 dodici andarono perduti. In totale il JG 6 perse il 43% delle sue forze ed ebbe sedici piloti uccisi o dispersi e sette fatti prigionieri.

### Anversa-Deurne e Woensdrecht
| Unità tedesche            | I, II, III./JG 77 |
| Aerei                     | 59                |
| Aerei perduti             | 11                |
| Aerei danneggiati         | 0                 |
| Piloti uccisi o catturati | 11                |

L'aeroporto di Deurne era l'obiettivo del Jagdgeschwader 77 (JG 77). Anversa, dove si trovavano nove squadriglie (il più grande contingente alleato di aeroplani nell'area) era stata bersagliata incessantemente dagli attacchi delle bombe volanti V1 e V2 e, di conseguenza, era stata dotata di una potente dotazione di artiglieria contraerea di difesa.
Alle 08:00 due formazioni di diciotto Bf 109 del I. e del III./JG 77 decollarono al seguito delle rispettive unità di navigazione. Contemporaneamente, decollarono anche ventitré Bf 109 del II./JG 77. I tre Gruppe si unirono in una formazione unica sulla verticale di Bocholt. Diretto a sud verso Anversa, il JG 77 sorvolò la base aerea alleata di Woensdrecht, dove erano dislocate le cinque squadriglie di Spitfire (No. 331, No. 332, No. 66, No. 127, No. 322 Squadron) del 132º Stormo (No. 132 Wing) della RAF. Alcuni piloti del II./JG 77 credettero di essere già giunti sull'obiettivo, oppure decisero che bisognava sfruttare l'opportunità di sferrare un attacco aggiuntivo. I piloti alleati sostennero di aver abbattuto due caccia della Luftwaffe e di aver fatto prigioniero un pilota, anche se queste perdite non rientrano nei rapporti dello stormo tedesco.
La maggior parte dei Bf 109, comunque, proseguì verso Anversa, il cui aeroporto venne attaccato da un numero di caccia tedeschi compreso tra dodici e trenta tra le 09:25 e le 09:40. La contraerea alleata era stata allertata e le formazioni della Luftwaffe portarono avanti l'attacco in modo piuttosto disorganizzato. Il 145º Stormo (No. 145 Wing) della RAF venne completamente mancato e, considerando il gran numero di obiettivi sensibili presenti presso la base, i danni non furono molto gravi. Vennero distrutti dodici Spitfire.
In totale, vennero distrutti quattordici aerei alleati e altri nove vennero danneggiati. Il JG 77 perse undici Bf 109 e altrettanti piloti, di cui sei rimasero uccisi e cinque vennero catturati (secondo quanto rilevato dagli alleati). I tedeschi, invece, registrarono la perdita di dieci uomini di cui sei uccisi e quattro catturati.

### Metz-Frescaty
| Unità tedesche            | Stab, II., III., IV./JG 53 |
| Aerei                     | 80                         |
| Aerei perduti             | 30                         |
| Aerei danneggiati         | 8                          |
| Piloti uccisi o catturati | 17                         |

Il Jagdgeschwader 53 (JG 53), guidato dal tenente colonnello Helmut Bennemann e composto dalle unità Stab, II., III., IV./JG 53, aveva ricevuto l'incarico di attaccare la base dell'USAAF a Metz-Frescaty. Il III./JG 53 basato a Kirrlach, in particolare, doveva annientare le difese contraeree di artiglieria nell'area di Metz e gli altri gruppi di volo dovevano colpire l'aeroporto.
Sull'aeroporto era dislocato il 19º Comando aereo tattico (XIX Tactical Air Command) dell'USAAF, il quale aveva stabilito una presenza consistente nella Francia nordorientale dove operava in supporto della 3ª Armata degli Stati Uniti (Third United States Army). Proprio questa unità aerea costituiva l'obiettivo del JG 53. In totale circa ottanta Bf 109 decollarono la mattina del 1º gennaio; una parte degli aerei del III./JG 53 venne intercettata da dodici P-47 della 367ª Squadriglia (367th Squadron) dell'USAAF sopra Pirmasens: i piloti statunitensi, che a seconda delle fonti non ebbero alcuna perdita o forse patirono la distruzione di due aerei, rivendicarono l'abbattimento di tredici aerei tedeschi, a cui se ne aggiungevano altri sei danneggiati e uno il cui abbattimento risultava probabile. Cifre che non si ritrovano su un'altra fonte, secondo cui i tedeschi, a fronte dei quindici aerei distrutti e di altri dieci danneggiati rivendicati dall'USAAF, persero in realtà otto aerei più altri due costretti a un atterraggio forzato, per un totale di due piloti feriti. Sulla via del ritorno alla base, poi, il III./JG 53 venne intercettato dalla 366ª Squadriglia (366th Squadron) dell'USAAF: dieci dei suoi Bf 109 vennero abbattuti e uno danneggiato. Il 358º Gruppo caccia (358th Fighter Group), a cui appartenevano sia la 366ª che la 367ª Squadriglia, ricevette in seguito una nota di merito (Distinguished Unit Citation) per aver impedito ai tedeschi di portare a termine l'attacco sull'aeroporto che ospitava il 362º Gruppo caccia (362th Fighter Group).
Anche se il III./JG 53 non riuscì a ottenere i risultati prefissati, complessivamente l'attacco del JG 53 fu un relativo successo. La Stab, il II. e il IV./JG 53 non incontrarono ostacoli sulla via del ritorno, e i danni causati dall'incursione tedesca agli aerei parcheggiati a terra accanto all'aeroporto furono significativi. Le perdite di questi ultimi tre reparti furono in totale di venti Bf 109 distrutti e sette danneggiati più diciassette piloti: di essi tre vennero uccisi, sei risultarono dispersi e cinque furono catturati (uno di questi morì il giorno successivo per le ferite riportate); altri tre vennero feriti, tra cui Bennemann, atterrato malamente nell'aeroporto di Leinfelden-Echterdingen da cui era partito. Il JG 53 rivendicò la distruzione di ventisette caccia USAAF al suolo e il danneggiamento di altri otto; a questi si aggiungevano tre o quattro velivoli statunitensi abbattuti in combattimento aereo. In totale, estendendo il computo a tutti i reparti del JG 53, vennero distrutti trenta Bf 109 e otto vennero danneggiati, con un tasso di perdite del 48%. L'USAAF ebbe ventidue P-47 distrutti e undici danneggiati. Le perdite inflitte all'aviazione statunitense non furono comunque considerate sufficienti per controbilanciare quelle subite dai tedeschi.

### Le Culot e Ophoven
| Unità tedesche            | I., II., III., IV./JG 4 |
| Aerei                     | 55-75                   |
| Aerei distrutti           | 25-26                   |
| Aerei danneggiati         | circa 6                 |
| Piloti uccisi o catturati | 17                      |

L'aeroporto di Le Culot, 45 chilometri a nordest di Charleroi, era l'obiettivo del Jagdgeschwader 4 (JG 4). La pista d'atterraggio principale (A-89) era nota anche come Beauvechain (nome che in seguito sarebbe stato adottato dalla base aerea nel suo complesso) e non lontano da essa si trovava una pista ausiliaria (Y-10) nota come Le Culot Est o Burettes. La Luftwaffe conosceva bene la zona perché alcuni suoi reparti avevano operato da quelle basi prima che l'avanzata degli Alleati li costringesse ad abbandonarle.
Il comandante di stormo maggiore (Geschwaderkommodore Major) Gerhard Michalski era a capo del JG 4. Il 1º gennaio, durante l'avvicinamento agli obiettivi dell'attacco, cinque piloti dell'unità vennero abbattuti dall'artiglieria contraerea alleata; un altro si perse e venne abbattuto e ucciso nei pressi di Eindhoven. Otto o dieci caccia del IV./JG 4 proseguirono verso il bersaglio e, giunti presso un grande campo di volo, avviarono l'attacco credendo che si trattasse di Le Culot; in realtà si trattava della vicina base di Sint-Truiden, dove erano dislocati il 48º e il 404º Gruppo caccia (48th e 404th Fighter Group) dell'USAAF. Il JG 4 arrivò sull'aeroporto alle 09:15, mentre i P-47 della 492ª Squadriglia da caccia (492th Fighter Squadron) stavano rullando sulla pista in procinto di decollare; diversi di essi vennero abbandonati rapidamente dai piloti e distrutti dal mitragliamento dei caccia tedeschi. I pochi velivoli del JG 4 riuscirono a causare danni considerevoli, distruggendo dieci aerei statunitensi e danneggiandone altri trentuno. Per contro, sette Bf 109 e un altro caccia vennero distrutti e altri tre furono danneggiati. La base di Le Culot, invece, non riportò danni.
Anche il II (Sturm)./JG 4 era decollato per Le Culot, alle 08:08, ma si perse nel tragitto e non riuscì a raggiungere l'obiettivo; sorvolando per errore l'aeroporto di Asch, esso riuscì a distruggere un P-47 e due velivoli bimotore, oltre a due treni e alcuni camion. L'unità rivendicò anche l'abbattimento di un ricognitore Auster – probabilmente uno Stinson L-1 Vigilant della 125ª Squadriglia da collegamento (125th Liaison Squadron) dell'U.S. Army – ma quasi tutto il Gruppe di Fw 190 venne spazzato via.
Il I. e il III./JG 4 avrebbero dovuto attaccare Le Culot congiuntamente; decollati alle 08:20, essi erano formati da un totale di trentacinque Bf 109 guidati da due Ju 88G-1 del 2º Gruppo del 101º Stormo da caccia notturna (II./NJG 101). Alcuni degli aerei del I./JG 4 attaccarono gli Spitfire del 125º Stormo (No. 125 Wing) della RAF a Ophoven, ma non è noto quante perdite ci furono tra i britannici. Due P-47 e un B-17 vennero distrutti. Il I./JG 4 ebbe due Bf 109 dispersi, uno danneggiato e uno distrutto. I due reparti giunsero però a Le Culot e riuscirono a mettere a tacere la contraerea, a distruggere un hangar, un P-47 e diversi veicoli.
Secondo una fonte, le perdite del JG 4 ammontarono a venticinque caccia dei cinquantacinque che erano decollati, con diciassette piloti uccisi o dispersi e sette fatti prigionieri. Un'altra fonte, più recente, sostiene però che in totale settantacinque aerei del JG 4 presero parte all'operazione, anche se solo dodici di essi sarebbero riusciti ad attaccare effettivamente gli obiettivi a terra; i due Ju 88 sarebbero andati distrutti insieme a ventisei caccia, con altri sei caccia danneggiati.

### Asch
| Unità tedesche            | Stab. I., II., III./JG 11 |
| Aerei                     | 61                        |
| Aerei perduti             | 28                        |
| Aerei danneggiati         | N.D.                      |
| Piloti uccisi o catturati | 24                        |

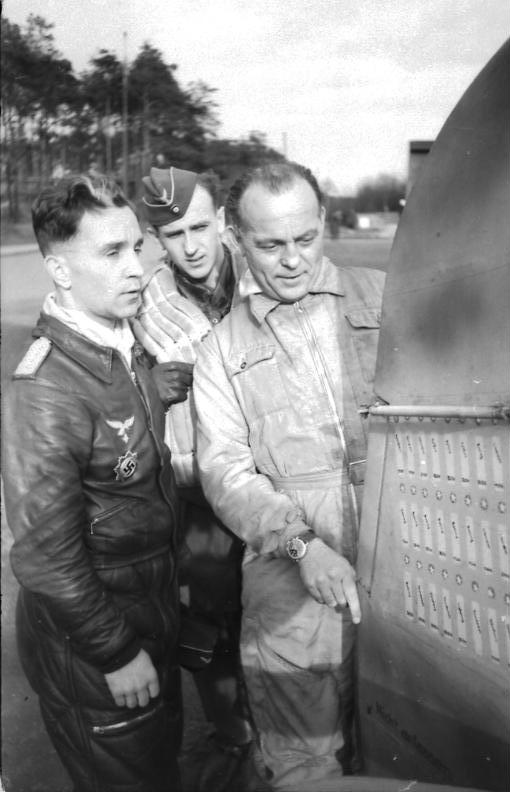
Il famoso progettista Kurt Tank e il maggiore (Major) Günther Specht (a sinistra) ispezionano il timone del Bf-109 di quest'ultimo. Sprecht venne abbattuto nel corso dell'operazione Bodenplatte.

Il campo di aviazione di Asch era stato costruito nel novembre 1944 e ospitava il 352º Gruppo caccia (352d Fighter Group) dell'8ª Forza aerea (Eighth Air Force) e il 366º Gruppo caccia (366th Fighter Group) della 9ª Forza aerea (Ninth Air Force). L'attacco all'aeroporto era stato affidato al Jagdgeschwader 11 (JG 11) della Luftwaffe. Il I./JG 11 aveva a disposizione sedici Fw 190 e solo sei piloti operativi; la Stab/JG 11, a sua volta, aveva quattro piloti in condizioni tali da poter prendere parte all'operazione e anche il III./JG 11 aveva più aerei che piloti. Solo venti Bf 109 (tutti del II./JG 11) e quarantuno Fw 190 del JG 11 (di cui quattro della Stab, sei del I. e trentuno del III./JG 11) volarono nell'operazione Bodenplatte.
Il piano prevedeva un attacco al suolo da bassa quota portato avanti dal I. e dal III./JG 11, mentre il II./JG 11 avrebbe dovuto fornire copertura contro i caccia dell'USAAF ai reparti diretti su obiettivi terrestri. Ai piloti erano state mostrate mappe e fotografie dell'aeroporto, ma l'identità degli obiettivi non era stata loro comunicata fino alla mattina dell'attacco. Dopo aver superato le linee alleate, quattro caccia tedeschi vennero abbattuti dall'artiglieria contraerea. La rotta del JG 11 lo portò a sorvolare Ophoven e circa metà formazione attaccò nella convinzione che si trattasse di Asch, che invece si trovava 8 chilometri più a sud.
Dall'aeroporto di Asch la mattina del 1º gennaio erano partite due missioni di pattuglia dei caccia del 390th Squadron del 366th Fighter Group dell'USAAF, le quali avrebbero giocato un ruolo importante nel determinare il fallimento dell'attacco del JG 11. Il comandante del 487th Squadron del 352nd Fighter Group, John Charles Meyer, anticipò le attività tedesche e fece decollare una formazione di P-51 proprio nel momento in cui l'attacco tedesco stava cominciando, cosicché gli aerei si alzarono in volo sotto il fuoco nemico.
Diversi piloti alleati ottennero lo status di "asso" quel giorno. Nessun P-51 venne distrutto, anche se due vennero danneggiati in volo e uno a terra; il 366th Fighter Group perse un P-47. In totale, gli statunitensi dichiararono la distruzione di trentacinque caccia tedeschi, anche se solo quattordici (o forse sedici) di questi abbattimenti possono essere confermati con un certo grado di sicurezza; è confermato che la contraerea abbatté altri quattro aerei tedeschi. La Luftwaffe dichiarò la perdita di un totale di ventotto caccia del JG 11: quattro piloti, di cui due feriti, riuscirono a riguadagnare il territorio tedesco, mentre quattro vennero fatti prigionieri e i restanti venti vennero uccisi. Circa ventiquattro tra Bf 109 e Fw 190 andarono persi nel corso dell'operazione, e tra i piloti uccisi ci fu anche il noto asso tedesco Günther Specht. Il JG 11 dichiarò la distruzione a terra di tredici monomotori, due bimotori e un quadrimotore alleati, a cui si aggiungevano cinque caccia danneggiati a Ophoven e dieci o undici vittorie aeree nel cielo di Asch; queste dichiarazioni, comunque, appaiono esagerate rispetto alle perdite dichiarate dall'USAAF. La battaglia su Asch durò 45 minuti.

### Bruxelles-Evere e Grimbergen
| Unità tedesche            | Stab, I., II., III./JG 26 e III./JG 54 |
| Aerei                     | 127                                    |
| Aerei perduti             | 40                                     |
| Aerei danneggiati         | N.D.                                   |
| Piloti uccisi o catturati | 30                                     |

Il Jagdgeschwader 26 (JG 26) e il gruppo 3 del Jagdgeschwader 54 (III./JG 54) erano incaricati di colpire Bruxelles-Evere e Grimbergen. Alla fine di dicembre il II./JG 26 disponeva di trentanove Fw-190D-9 e il III./JG 26 di quarantacinque Bf 109. Il 1º gennaio presero parte all'operazione Bodenplatte centodieci aerei del JG 26 (di cui ventinove erano Fw 190 e ottantuno erano Bf 109) e diciassette Fw 190 del III./JG 54.
All'insaputa della Luftwaffe, l'aeroporto di Grimbergen era stato quasi completamente abbandonato; quello di Evere, invece, era uno dei campi d'aviazione più densamente frequentati del Belgio e ospitava un gran numero di obiettivi. La forza principale era costituita da sessanta Spitfire Mk XVI del 127º Stormo (No. 127 Wing) della RCAF, ma erano presenti anche alcuni B-17 e B-24 dell'8ª Forza aerea (Eighth Air Force) statunitense. In totale si trovavano sull'aeroporto di Evere cento aeroplani.
Alle 08:13 decollarono le prime formazioni tedesche. Parteciparono complessivamente sessantaquattro Fw 190D-9. Prima che l'obiettivo venisse raggiunto, circa quattordici di questi velivoli furono costretti a rientrare alla base a causa dei danni inflitti dalla contraerea o a causa di guasti meccanici. Tre aerei tedeschi vennero abbattuti dal fuoco della contraerea amica. Alle 09:10, quando venne sorvolata la linea del fronte, la contraerea alleata distrusse altri cinque aerei; la maggior parte del fuoco fu dovuto alle batterie della marina britannica che difendevano l'estuario della Schelda. Mentre la formazione della Luftwaffe attraversava il confine olandese e belga, inoltre, il I./JG 26 e il III./JG 54 vennero intercettati dagli Spitfire della RAF: più di cinque Fw 190 vennero abbattuti dai caccia britannici o dalla contraerea mentre i tedeschi colpivano, distruggendoli o danneggiandoli, i pochi aerei rimasti sull'aeroporto di Grimbergen. La formazione di Fw 190 registrò altre perdite dovute al fuoco amico sulla via del ritorno.
Il raid ebbe esiti disastrosi per la Luftwaffe: solo sei velivoli vennero distrutti a Grimbergen contro la perdita di ventuno Fw 190 distrutti e due danneggiati gravemente, più altri otto danneggiati in modo più leggero. Circa diciassette piloti non rientrarono alla base, di cui otto però sarebbero sopravvissuti come prigionieri.
Solo il II. e il III./JG 26 colpirono Evere. Un numero di Fw 190 compreso tra quarantaquattro e cinquantadue attaccò questo obiettivo, riuscendo a mettere fuori combattimento le torri con la contraerea e distruggendo hangar, camion, aeroplani e depositi di carburante. Il 127º Stormo della RCAF perse uno Spitfire in volo e undici a terra; undici veicoli terrestri vennero danneggiati e uno distrutto; in totale, sessanta o sessantuno aerei alleati vennero distrutti a Evere. Molti di essi erano aerei da trasporto che, con le loro dimensioni, avevano attirato l'attenzione dei piloti tedeschi (cosicché le perdite dei caccia furono più ridotte). Johnnie Johnson, il comandante dello stormo canadese dislocato sulla base (che subì danni relativamente lievi), sostenne che se i piloti tedeschi fossero stati tiratori meno mediocri i danni avrebbero potuto essere molto più pesanti.
Le perdite alleate a Evere furono di trentadue caccia monomotori, ventidue bimotori e tredici quadrimotori distrutti, più altri nove monomotori, sei bimotori e un quadrimotore danneggiati. In totale, il II./JG 26 ebbe tredici Fw 190 distrutti e due danneggiati. Cinque dei suoi piloti vennero uccisi e quattro fatti prigionieri. Il III./JG 26 perse sei Bf 109 e quattro piloti di cui uno catturato e tre uccisi. I danni causati dai tedeschi, comunque, compensavano le perdite e l'attacco su Evere venne considerato un successo.

### Bruxelles-Melsbroek
| Unità tedesche            | I., II., III./JG 27 e IV./JG 54 |
| Aerei                     | 43                              |
| Aerei perduti             | 21                              |
| Aerei danneggiati         | 1                               |
| Piloti uccisi o catturati | 17                              |

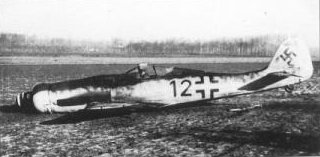
Un Focke-Wulf Fw 190D-9 del JG 54 (tenente Theo Nibel) abbattuto da un impatto con una pernice che rimase incastrata nel radiatore non lontano da Bruxelles il 1º gennaio 1945.

Il Jagdgeschwader 27 (JG 27) e il 4º Gruppo di volo del Jagdgeschwader 54 (IV./JG 54) avevano come obiettivo la base aerea di Melsbroek. Il 31 dicembre, il JG 27 riuscì a radunare solo i seguenti piloti e aeroplani: ventidue macchine e altrettanti uomini del I./JG 27, diciannove macchine e tredici uomini del II./JG 27, tredici e quindici del III., sedici e diciassette del IV. Il comandante di stormo (Geschwaderkommodore) Wolfgang Späte aveva ricostruito il IV./JG 54 con ventuno piloti e quindici dei suoi ventitré Fw 190 in condizioni operative. In tutto ventotto Bf 109 del JG 27 e quindici Fw 190 del JG 54 decollarono per partecipare all'operazione Bodenplatte; sette aerei vennero abbattuti dal fuoco della contraerea amica e dagli aerei nemici prima di arrivare sull'obiettivo.
L'attacco su Melsbroek fu molto duro. Secondo Emil Clade, il comandante del III./JG 27, le postazioni antiaeree difensive erano sguarnite e gli aerei a terra erano raggruppati o allineati, il che li rendeva obiettivi molto vulnerabili. L'attacco causò danni considerevoli e fu un notevole successo per i tedeschi. Le unità da ricognizione basate sull'aeroporto persero l'equivalente di due intere squadriglie di aeroplani: la 69ª Squadriglia (No. 69 Squadron) della RAF ebbe undici Vickers Wellington distrutti e altri due danneggiati. Forse tutti i Mosquito della 140ª Squadriglia (No. 140 Squadron) vennero distrutti. Vennero distrutti almeno cinque degli Spitfire della 16ª Squadriglia (No. 16 Squadron) e la 271ª (No. 271 Squadron) perse almeno sette Handley Page Harrow. Altri quindici aerei vennero distrutti. Il 139º Stormo (No. 139 Wing) della RAF riportò la perdita di cinque B-25 distrutti e di altri cinque danneggiati, a cui vanno aggiunti altri quindici o venti bombardieri dell'USAAF. Una fonte diversa indica la distruzione di tredici Wellington, cinque Mosquito, quattro Auster, cinque Avro Anson e tre Spitfire e il danneggiamento di altri due Spitfire. Venne distrutto anche almeno un Douglas Dakota del comando trasporti della RAF (Transport Command).
I piloti del JG 27 e del JG 54 dichiararono ottantacinque aerei distrutti e quaranta danneggiati, anche se la ricognizione tedesca poté confermare solo quarantanove obiettivi distrutti. Il JG 27 soffrì perdite accettabili: diciassette Bf 109 perduti, undici piloti uccisi, uno ferito e tre catturati. Il IV./JG 54 perse quattro Fw 190 (tre distrutti e uno danneggiato) e tre uomini (due uccisi e uno catturato).

### Gilze en Rijen ed Eindhoven
| Unità tedesche            | Stab, I., III., IV./JG 3 e KG 51 |
| Aerei                     | 81                               |
| Aerei perduti             | 15-16                            |
| Aerei danneggiati         | N.D.                             |
| Piloti uccisi o catturati | 15-16                            |

Il Jagdgeschwader 3 (JG 3) e il Kampfgeschwader 51 (KG 51) erano stati incaricati di attaccare gli Alleati alla base di Eindhoven e di Gilze en Rijen. L'aeroporto ospitava tre squadriglie di Spitfire e otto di Typhoon facenti capo alla RAF e alla RCAF. Decollarono per l'attacco circa ventidue Bf 109 del I./JG 3, quattro della Stab/JG 3, quindici del III./JG 3 e diciannove Fw 190 del IV./JG 3. Il KG 51 contribuì con circa ventuno dei suoi trenta jet Messerschmitt Me 262.
Ogni formazione tedesca avrebbe dovuto compiere almeno tre passaggi sull'obiettivo. I velivoli del JG 3, guidati dal Geschwaderkommodore Heinrich Bär, raggiunsero l'aeroporto alleato intorno alle 09:20. Alcuni piloti riuscirono ad effettuare anche quattro passaggi distruggendo postazioni antiaeree, depositi di carburante e veicoli. Sull'aeroporto si trovavano quasi trecento velivoli alleati, insieme a grandi depositi di equipaggiamento e carburante. L'attacco causò incendi e danni gravi: il JG 3 dichiarò la distruzione a terra di cinquantatré monomotori e undici bimotori alleati, oltre al danneggiamento di cinque caccia e un bombardiere quadrimotore. Venne dichiarato l'abbattimento anche di quattro Typhoon, tre Spitfire, un Tempest e un altro aereo alleato non identificato. Secondo i rapporti britannici, invece, i tedeschi riuscirono a distruggere in tutto quarantatré aerei danneggiandone altri sessanta. Il JG 3, comunque, subì perdite piuttosto consistenti: il I./JG 3, per esempio, che era stato responsabile di forse due terzi dei danni totali inflitti agli alleati, perse nove dei suoi aerei e piloti (quasi la metà della forza iniziale) e i danni riportati dal gruppo sulla via del ritorno misero praticamente fuori combattimento l'intera unità. Il JG 3 perse, in tutto, quindici dei sessanta caccia decollati la mattina del 1º gennaio e altrettanti piloti, di cui nove vennero uccisi e cinque catturati; un altro venne dato per disperso e la sua sorte rimane sconosciuta. Secondo una fonte diversa i piloti persi dai tedeschi furono sedici, di cui dieci uccisi o dispersi e sei fatti prigionieri.
I danni recati all'aeroporto di Eindhoven furono significativi e possono essere considerati una vittoria per il JG 3, che venne aiutato da alcuni membri del JG 6 che per errore avevano scambiato Eindhoven per il loro obiettivo. Le perdite più gravi furono quelle registrate dagli stormi da ricognizione alleati e dal 124º Stormo (No. 124 Wing) della RCAF, che perse ventiquattro aerei tra danneggiati e distrutti. Il 39º Stormo (No. 39 Wing) della RAF perse trenta aerei e il 143º Stormo (No. 143 Wing) della RCAF ne perse altri ventinove tra danneggiati e distrutti.

## Risultati del raid
Stante la confusione che si creò intorno alle registrazioni delle perdite, è difficile giudicare i risultati dell'operazione Bodenplatte. Probabilmente vennero distrutti più aeroplani di quanti non siano elencati dai rapporti: gli statunitensi non riuscirono a tenere un conto preciso delle loro perdite in questa occasione e sembra che, per esempio, le perdite della Eighth Air Force non siano state incluse nei totali. Aggiungendo tali cifre alla tabella sotto riportata, risulta probabile che il totale di aerei alleati distrutti a terra sia di 232 (143 monomotori, 74 bimotori e 15 quadrimotori) e che il totale di aerei danneggiati sia di 156 (139 monomotori, 12 bimotori e 5 quadrimotori). Le ricerche legate alle perdite delle singole squadriglie testimoniano della distruzione di un numero di aerei dell'USAAF ancora maggiore: sembrano infatti aggiungersi al totale altri sedici B-17, quattordici B-24, otto P-51 e due P-47. Un totale di 290 velivoli distrutti e 180 danneggiati a terra sembra una stima più realistica rispetto alle cifre al ribasso fornite da USAAF, RAF e RCAF. Includendo quindici aerei alleati distrutti e dieci danneggiati in combattimento aereo, il totale complessivo delle perdite alleate raggiunge i 305 aerei distrutti e 190 danneggiati.
La seguente tabella riassume i danni inflitti dalle forze tedesche a quelle alleate:
  Nessun danno
  Danni lievi
  Danni medi
  Danni gravi
| Obiettivo                   | Codice alleato dell'obiettivo | Stormo della Luftwaffe | Forze alleate | Effetti sulle forze alleate (secondo le cifre ufficiali)                                                                                           |
| --------------------------- | ----------------------------- | ---------------------- | --- | --- |
| Anversa-Deurne              | B-70                          | JG 77                  | No. 146 Wing RAF, No. 145 Wing RAF e un USAAF Bomb Group. | Un aereo distrutto (confermato) e 15 danneggiati, includendo 3 aerei forse distrutti.                                                              |
| Asch                        | Y-29                          | JG 11                  | USAAF 366th Fighter Group, 352d Fighter Group. | Un B-17 abbandonato distrutto, 3 danneggiati. |
| Bruxelles-Evere             | B-56                          | JG 26 e JG 54          | No. 127 Wing RCAF, Second Tactical Air Force Communication Squadron e visiting unit No. 147 Squadron RAF e No. 271 Squadron RAF. Presenti anche alcuni elementi degli USAAF 361st Fighter Group e 358th Fighter Group. | 34 aerei distrutti, 29 danneggiati. |
| Bruxelles-Grimbergen        | B-60                          | JG 26 e JG 54          | Solo 6 aerei presenti. | Tutti i 6 aerei distrutti. |
| Bruxelles-Melsbroek         | B-58                          | JG 27, JG 54 e JG 4    | No. 34 Wing RAF, No. 139 Wing RAF, TAF Communications Squadron e No. 85 Group RAF Communications squadron. | 35 aerei distrutti, 9 gravemente danneggiati. |
| Eindhoven                   | B-78                          | JG 3                   | No. 124 Wing RAF e No. 143 Wing RAF. Presenti anche i No. 400 Squadron RAF, No. 414 Squadron RAF e No. 430 Squadron RAF. | 26 Typhoon distrutti, circa 30 danneggiati. 5 Spitfire da ricognizione del No. 400 Squadron distrutti, uno per collisione con un Fw 190 abbattuto. |
| Ghent e Sint-Denijs-Westrem | B-61                          | JG 1                   | No. 131 Wing RAF | 16 aerei distrutti, diversi danneggiati. |
| Gilze-Rijen                 | B-77                          | JG 3 e KG 51           | No. 35 Recce Wing RAF | Un aereo distrutto, uno danneggiato. |
| Heesch                      | B-88                          | JG 6                   | No. 401 Squadron RAF, No. 402 Squadron RAF, No. 411 Squadron RAF, No. 412 Squadron RAF, No. 442 Squadron RAF. | Nessuna perdita |
| Le Culot                    | A-89                          | JG 4                   | USAAF 36th Fighter Group, 373d Fighter Group, 363rd TRG | Nessun danno |
| Maldegem                    | B-65                          | JG 1                   | No. 485 Squadron RNZAF e No. 349 Squadron RAF | 13 aerei distrutti, 2 danneggiati al di là della possibilità di essere riparati.                                                                   |
| Metz—Frescaty               | A-90                          | JG 53                  | USAAF IX Tactical Air Force: 354th Fighter Group, 362nd Fighter Group, 40th Fighter Group, 406th Fighter Group, 425th Fighter Group, 367th Fighter Group, 368th Fighter Group, 361st Fighter Group; USAAF XII Tactical Air Force: 64th Fighter Wing; 50th Fighter Group, 358th Fighter Group, 1ere Escadre Armée de l'Air | 22 P-47 distrutti, 11 danneggiati. |
| Ophoven                     | Y-32                          | JG 4                   | No. 130 Squadron RAF, No. 350 Squadron RAF | Circa un aereo distrutto, 6 danneggiati. |
| Sint-Truiden                | A-92                          | JG 2, JG 4 e SG 4      | USAAF 48th Fighter Group e 404th Fighter Group | 10 aerei distrutti, 31 danneggiati. |
| Volkel                      | B-80                          | JG 6                   | No. 56 Squadron RAF, No. 486 Squadron RNZAF | Un aereo distrutto. |
| Woensdrecht                 | B-79                          | JG 77                  | No. 132 Wing RAF | Nessun danno |
| Ursel                       | B-67                          | JG 1                   | USAAF 486th Bomb Group e No. 61 Squadron RAF | 3 aerei distrutti. |

## Perdite e conseguenze
L'operazione Bodenplatte, che riuscì ad avvalersi di un importante effetto sorpresa, fu sul piano tattico un successo incompleto a causa delle scarse capacità dei piloti che la misero in atto, a loro volta dovute al cattivo addestramento che, nelle fasi finali della guerra, la Luftwaffe riusciva a garantire ai suoi uomini. In sostanza l'operazione non raggiunse il suo scopo e questo fallimento costò caro al residuo potere aereo tedesco. Alcune delle unità britanniche e statunitensi che subirono gli attacchi tedeschi del 1º gennaio 1945 subirono danni gravi, ma i tedeschi avevano lanciato l'operazione Bodenplatte gravati da una serie di condizioni, come la cattiva pianificazione e il cattivo addestramento dei piloti, che avrebbero dovuto indicare chiaramente fin dall'inizio che qualunque vantaggio ottenuto sarebbe costato pesanti perdite. L'operazione indebolì la Jagdwaffe, già duramente provata, al di là di ogni ragionevole speranza di recupero. Lo stesso generale della caccia (General der Jagdflieger) Adolf Galland disse: «Abbiamo sacrificato le nostre ultime sostanze.»
La Luftwaffe perse 143 piloti tra uccisi e dispersi, a cui ne vanno aggiunti 70 che vennero fatti prigionieri e 21 che vennero feriti: si trattò della più grave perdita registrata in un giorno solo dalla Luftwaffe in tutta la guerra, e tra i caduti ci furono anche molti comandanti di reparto e alcuni tra gli ultimi uomini esperti rimasti nella forza aerea tedesca. L'operazione Bodenplatte rappresentò dunque un successo a brevissimo termine, ma sul lungo termine fu una sconfitta. Le perdite degli Alleati vennero presto assorbite e gli uomini e i mezzi rimpiazzati, mentre i piloti e le macchine della Luftwaffe erano impossibili da sostituire. Lo storico statunitense Gerhard Weinberg scrisse che l'azione lasciò i tedeschi «più deboli che mai e incapaci di mettere in piedi qualunque altro attacco di proporzioni significative.»
Nelle rimanenti diciassette settimane di guerra, la Jagdwaffe si sforzò invano di assorbire i danni subiti il 1º gennaio per tornare a essere una forza efficace. Come disse lo storico tedesco Werner Girbig, in effetti, in termini strategici «l'operazione Bodenplatte fu una sconfitta totale». Le unità tedesche, stremate, non furono più in grado di difendere efficacemente lo spazio aereo della Germania durante le successive operazioni alleate (l'operazione Plunder, l'operazione Varsity e la vera e propria invasione del territorio tedesco). La superiorità aerea alleata, dopo l'operazione Bodenplatte, non venne più minacciata; l'unica componente della Luftwaffe ancora capace di ottenere alcuni successi rilevanti fu la caccia notturna. Girbig sostiene che «non fu che nell'autunno del 1944 che le forze da caccia tedesche imboccarono la strada del sacrificio; e fu la controversa operazione Bodenplatte a infliggere a tali forze un colpo mortale, rendendo ineluttabile il loro destino. Quello che accadde dopo non fu che un'agonia.»

### Annotazioni
1. ↑  L'accordo n. 4 dell'11 giugno 1940 tra il Regno Unito e la Polonia aveva riconosciuto il mantenimento della marina e dell'esercito polacchi come entità autonome e indipendenti, mentre l'aviazione era rimasta sotto il controllo alleato. L'accordo n. 7 del giugno 1944 decretò invece il ritorno della forza aerea polacca sotto una giurisdizione autonoma, tranne per quanto riguardava le azioni di combattimento – sulle quali comunque i piloti polacchi avevano diritto di veto. Si veda Peszke 1980, p. 134.
2. ↑  Sul significato del termine tedesco Bodenplatte, Parker 1998, p. 132 (nota 34), scrive: «Over the years, the translation of 'Bodenplatte' has been often misinterpreted to be "Ground Slam." The actual code word likely means "Base plate" since a German military dictionary clearly shows that this is the standard term for a mortar baseplate. The name of the operation was likely chosen for its deception potential». Traduzione: «Negli anni, la traduzione di 'Bodenplatte' è stata spesso fraintesa come "Colpo al suolo." La reale parola in codice presumibilmente significa "Piastra" poiché un dizionario militare tedesco mostra chiaramente che questo è il termine comune per indicare la piastra d'appoggio del mortaio. Il nome dell'operazione fu presumibilmente scelto per la sua capacità di trarre in inganno».
3. ↑  Da Geschwader, "stormo" in lingua tedesca.
4. ↑  Nello specifico le squadriglie (Staffel) 5./NJG 1 (NGJ era la sigla usata dalla Luftwaffe per designare gli stormi da caccia notturna – Nachtjagdgeschwader), 7./NJG 4, 9./NJG 6, 10./NJG, 11./NJG 101 e il 20º Gruppo da attacco al suolo notturno (Nachtschlachtgruppe 20). Vedi Sgarlato 2009, p. 51.
5. ↑  La sigla "JG" sta per Jagdgeschwader – "stormo da caccia", "KG" per Kampfgeschwader – "stormo da bombardamento", "SG" per Schlachtgeschwader – "stormo da attacco al suolo".
6. ↑  Johnson 2000, p. 291. Da notare però che "Hermann" è anche il nome tedesco di Arminio, e che i nomi delle prime due fasi dell'operazione sono chiari riferimenti alla battaglia della foresta di Teutoburgo.
7. ↑  Una fonte indica due Spitfire distrutti e dieci danneggiati a Ophoven. Si veda Franks 2000, p. 135.
8. ↑  Altre fonti indicano fino a 10 aerei distrutti (confermati) e 5 forse distrutti, a cui se ne aggiungono 9 danneggiati (confermati) e forse altri. Si veda Manrho e Pütz 2004, p. 291.

### Fonti
1. 1 2 3 4  Girbig 1975, p. 73.
2. 1 2  Prien e Stemmer 2002, p. 349.
3. 1 2  Franks 1994, pp. 163-165.
4. ↑  Girbig 1975, p. 114.
5. 1 2 3 4  Caldwell e Muller 2007, p. 262.
6. 1 2  Girbig 1975, p. 12.
7. ↑  Peszke 1980, p. 134.
8. ↑  Girbig 1975, p. 74.
9. ↑  Franks 1994, interno copertina.
10. ↑  Franks 1994, p. 10.
11. ↑  Franks 1994, pp. 10-11.
12. ↑  Price 2001, p. 113.
13. 1 2  Franks 1994, p. 11.
14. 1 2 3  Manrho e Pütz 2004, p. 10.
15. ↑  Manrho e Pütz 2004, p. 7.
16. 1 2  Manrho e Pütz 2004, p. 8.
17. 1 2 3  Franks 1994, p. 13.
18. ↑  Caldwell 1991, pp. 311-312.
19. ↑  Girbig 1975, p. 75.
20. ↑  Caldwell e Muller 2007, p. 205.
21. ↑  Johnson 2000, pp. 294-295.
22. ↑  Parker 1998, p. 375.
23. ↑  I dati della tabella sono tratti da Parker 1998, pp. 377, 381.
24. ↑  Girbig 1975, p. 77.
25. ↑  Manrho e Pütz 2004, p. 125.
26. ↑  Girbig 1975, p. 76.
27. ↑  Bonacina 1975, p. 391.
28. ↑  Bishop 2008, p. 177.
29. ↑  Franks 1994, p. 188.
30. 1 2 3 4  Franks 1994, p. 198.
31. 1 2  Franks 1994, p. 197.
32. ↑  Caldwell e Muller 2007, pp. 257-258.
33. ↑  Manrho e Pütz 2004, pp. 18-22.
34. ↑  Manrho e Pütz 2004, pp. 16-18.
35. ↑  Manrho e Pütz 2004, pp. 22-28.
36. ↑  Franks 1994, p. 75.
37. ↑  Girbig 1975, p. 83.
38. ↑  Manrho e Pütz 2004, p. 28.
39. ↑  Manrho e Pütz 2004, p. 34.
40. 1 2  Girbig 1975, p. 85.
41. ↑  Manrho e Pütz 2004, p. 39.
42. ↑  Manrho e Pütz 2004, p. 278.
43. ↑  Manrho e Pütz 2004, p. 290.
44. 1 2  Weal 2000, p. 115.
45. ↑  Manrho e Pütz 2004, pp. 51-52.
46. ↑  Weal 2003B, p. 99.
47. ↑  Manrho e Pütz 2004, pp. 51-52, 277.
48. ↑  Manrho e Pütz 2004, p. 62.
49. ↑  Girbig 1975, p. 88.
50. ↑  Parker 1994, p. 416.
51. ↑  Manrho e Pütz 2004, pp. 54-59; Weal 2003B, p. 99.
52. ↑  Manrho e Pütz 2004, pp. 63-64.;.
53. ↑  Manrho e Pütz 2004, pp. 123-24, 276.
54. ↑  Manrho e Pütz 2004, pp. 125-35.
55. ↑  Manrho e Pütz 2004, p. 137.
56. ↑  Parker 1998, p. 396.
57. ↑  Manrho e Pütz 2004, pp. 137-138.
58. ↑  Manrho e Pütz 2004, p. 251.
59. ↑  Manrho e Pütz 2004, pp. 253-254.
60. ↑  Manrho e Pütz 2004, pp. 254-256.
61. ↑  Girbig 1975, p. 108.; Manrho e Pütz 2004, p. 259.
62. ↑  Manrho e Pütz 2004, p. 221.
63. ↑  Franks 1997, p. 139.
64. 1 2 3  Weal 2007, p. 114.
65. ↑  Manrho e Pütz 2004, pp. 224-225.
66. 1 2 3  Manrho e Pütz 2004, pp. 228-235.
67. ↑  Manrho e Pütz 2004, p. 233.
68. 1 2  Weal 2007, p. 115.
69. 1 2  Manrho e Pütz 2004, p. 245.
70. 1 2  Manrho e Pütz 2004, p. 294.
71. ↑  Manrho e Pütz 2004, pp. 94-95.
72. ↑  Manrho e Pütz 2004, pp. 96-97.
73. ↑  Manrho e Pütz 2004, pp. 98-99.
74. ↑  Manrho e Pütz 2004, p. 104.
75. ↑  Girbig 1975, p. 93.
76. ↑  Manrho e Pütz 2004, pp. 107-111.
77. ↑  Manrho e Pütz 2004, pp. 111-114.
78. ↑  Girbig 1975, p. 95.
79. ↑  Manrho e Pütz 2004, p. 117.
80. ↑  Manrho e Pütz 2004, p. 140.
81. 1 2  Manrho e Pütz 2004, p. 143.
82. 1 2 3  Manrho e Pütz 2004, p. 276.
83. ↑  Manrho e Pütz 2004, p. 146.
84. ↑  Parker 1998, p. 388.
85. ↑  Manrho e Pütz 2004, p. 147.
86. ↑  Scutts 1994, p. 78.
87. ↑  Manrho e Pütz 2004, p. 148.
88. ↑  Franks 1994, p. 136.
89. ↑  Parker 1998, pp. 385-391.; Manrho e Pütz 2004, p. 281.
90. ↑  Manrho e Pütz 2004, pp. 281-284.
91. ↑  Manrho e Pütz 2004, p. 162.
92. ↑  Manrho e Pütz 2004, p. 149.
93. ↑  Manrho e Pütz 2004, pp. 164-165.
94. ↑  Parker 1998, p. 391.
95. ↑  Manrho e Pütz 2004, p. 169.
96. ↑  Manrho e Pütz 2004, p. 277.
97. ↑  Manrho e Pütz 2004, pp. 173-174.
98. ↑  Manrho e Pütz 2004, pp. 174-179.
99. ↑  Manrho e Pütz 2004, p. 180.
100. ↑  Manrho e Pütz 2004, pp. 187, 190.
101. ↑  Manrho e Pütz 2004, p. 193.
102. 1 2  Manrho e Pütz 2004, p. 195.
103. ↑  Parker 1994, p. 440.
104. ↑  Manrho e Pütz 2004, p. 200.; Weal 2003A, p. 116.; Franks 1994, p. 109.
105. ↑  Manrho e Pütz 2004, pp. 201, 205-206.
106. ↑  Manrho e Pütz 2004, p. 217.; Weal 2003A, p. 117.
107. ↑  Franks 2000, p. 134.
108. ↑   CL 2934, su Imperial War Museum. URL consultato il 13 agosto 2012.
109. ↑  Manrho e Pütz 2004, p. 219.; Franks 1994, p. 117.
110. 1 2 3  Prien e Stemmer 2002, pp. 348-349.
111. ↑  Manrho e Pütz 2004, p. 75.
112. ↑  de Zeng 2007, p. 147 v. 1.
113. ↑  Manrho e Pütz 2004, p. 76.
114. ↑  Manrho e Pütz 2004, p. 77.
115. 1 2  Manrho e Pütz 2004, p. 85.
116. ↑  Manrho e Pütz 2004, p. 91.
117. ↑  Girbig 1975., p. 92.
118. ↑  Manrho e Pütz 2004, pp. 86-88.
119. ↑  Manrho e Pütz 2004, p. 272.
120. ↑  Girbig 1975, p. 78.
121. 1 2  Manrho e Pütz 2004, p. 291.
122. ↑  Franks 1994, p. 193.
123. 1 2 3  Manrho e Pütz 2004, p. 289.
124. 1 2  Manrho e Pütz 2004, p. 293.
125. ↑  Franks 1994, p. 195.
126. ↑  Franks 1994, p. 196.
127. ↑  Manrho e Pütz 2004, p. 71.
128. ↑  Franks 1994, p. 204.
129. ↑  Parker 1994, p. 402.
130. ↑  Manrho e Pütz 2004, p. 288.
131. ↑  Franks 1997, p. 196.
132. 1 2 3 4  Manrho e Pütz 2004, p. 295.
133. ↑  Johnson 2000, p. 292.
134. ↑  Parker 1998, p. 486.
135. ↑  Manrho e Pütz 2004, pp. 272-273.
136. ↑  Weinberg 2005, p. 769.
137. ↑  Girbig 1975, p. 112.
138. ↑  Girbig 1975, p. 123.